# Sabor a mí (banda sonora)
Música Original de la Película "Sabor a Mí" es el nombre del vigésimo quinto disco de la carrera de José José, el tercero en forma de banda sonora del artista, publicado en 1988.
En el filme Sabor a mí (1988), José José interpreta al afamado, distinguido y gran compositor oriundo de Oaxaca, Álvaro Carrillo, y quien fuera uno de sus grandes maestros en sus inicios dentro del mundo de la música. José José interpreta los grandes clásicos de este genio de la composición tales como «Seguiré mi viaje», «Cancionero» y desde luego «Sabor a mí», entre otras canciones, continuando con grandes niveles de ventas.

## Lista de canciones[1][2][3]
Todos los canciones escritas y compuestas por Álvaro Carrillo.
1. «Sabor a Mí» - 3:06
2. «Seguiré Mi Viaje» - 2:50
3. «Cancionero» - 3:51
4. «Como Un Lunar» - 2:44
5. «Un Poco Más» - 3:46
6. «Sabrá Dios» - 3:08
7. «Un Minuto de Amor» - 2:33
8. «Luz de Luna» - 2:30
9. «Te Doy Dos Horas» - 2:36
10. «No Te Vayas, No» - 2:30
11. «Amor Mío» - 3:14

## Personal[1][2]
| Producción - Chilo Morán - Arreglos, dirección y realización. - Eugenio Castillo - Arreglos y dirección en pista 3. - Rodrigo Álvarez - Arreglos y dirección en pista 5. - Chucho Ferrer - Arreglos y dirección en pista 11. - José José - Voz y realización en pistas 3 y 5. (Del álbum Romántico de 1981) - Ignacio González - Realización en pista 11. (Del álbum Buscando una sonrisa de 1971) - Samuel Ovilla - Ingeniería de sonido - Mezclado por Samuel Ovilla y Chilo Morán. | Músicos - Mario Contreras, Víctor Guzmán, Santos Guzmán - Trompetas - Jesús Aguirre, Fernando Rivas, Daniel Céspedes - Trombones - Celso Aguilar - Sax alto - Víctor Manuel Díaz, Manuel Valdés Tovar - Sax tenor - Adolfo Díaz - Sax barítono - José Antonio Morán - Sintetizador - Manuel Velázquez - Piano - Onésimo Arce - Guitarra - Joaquín Trinidad - Bajo eléctrico - Martín Domínguez - Batería - Beto Domínguez - Percusión - Julie Ridley, Flor Berta, Alcira Herrera - Coros - Lorenzo González de Gortari - Violín Concertino | Solistas - Chilo Morán - Trompeta y Bugle. - Jesús Aguirre - Trombón - Víctor Manuel Díaz - Sax Tenor - Celso Aguilar - Sax Alto - Onésimo Arce - Guitarra |